# Pedro Vicente de Azevedo
Pedro Vicente de Azevedo (Lorena, 29 de junho de 1843 — Guarujá, 5 de julho de 1912) foi um político brasileiro.

## Vida
Foi bacharel em direito.
Foi presidente das províncias do Pará, de 1874 a 1875; Minas Gerais, nomeado por carta imperial de 27 de fevereiro de 1875, de 22 de março de 1875 a 1876; Pernambuco, de 1886 a 1887, São Paulo, nomeado por carta imperial de 30 de maio de 1888, de 23 de junho de 1888 a 11 de abril de 1889.
Foi também vereador e vice-prefeito de São Paulo.